# Ľudmila Dulková
Ľudmila Dulková provdaná Lojkovičová (14. prosince 1927 Bratislava - 16. března 2016 Bratislava) byla československá krasobruslařka a později trenérka.
V kategorii žen vyhrála mistrovství Slovenska v roce 1947 a v kategorii sportovních dvojic (párů) s Emilem Skákalou byli třetí na Mistrovství Československa v krasobruslení v roce 1950.
Její manžel Jozef Lojkovič, který byl krasobruslařským trenérem, funkcionářem a mezinárodním rozhodčím, vedl od roku 1953 klub TJ Iskra Slovena v Žilině, kde Ľudmila v letech 1953-1969 trénovala. V roce 1969 se vrátila do Bratislavy. A od roku 1975 zde trénovala s manželem ve Středisku vrcholového sportu.
Mezi její svěřence patřili také Liana Drahová, Peter Bartosiewicz či Jozef Sabovčík.